# Haithabu (Schiff, 1982)
Die Haithabu ist ein ehemaliges deutsches Mess- und Laborschiff mit dem Heimathafen Kiel, das vom früheren Amt für ländliche Räume, dem jetzigen Landesbetrieb für Küstenschutz, Nationalpark und Meeresschutz Schleswig-Holstein (LKN-SH) in Husum bereedert wurde. Das Schiff stand vor allem den landeseigenen Ämtern, dem Landesamt für Landwirtschaft, Umwelt und ländliche Räume (LLUR) und dem Landesamt für Natur und Umwelt (LANU), für Fahrten auf der Nord- und Ostsee zur Verfügung.

## Geschichte und Einsatz

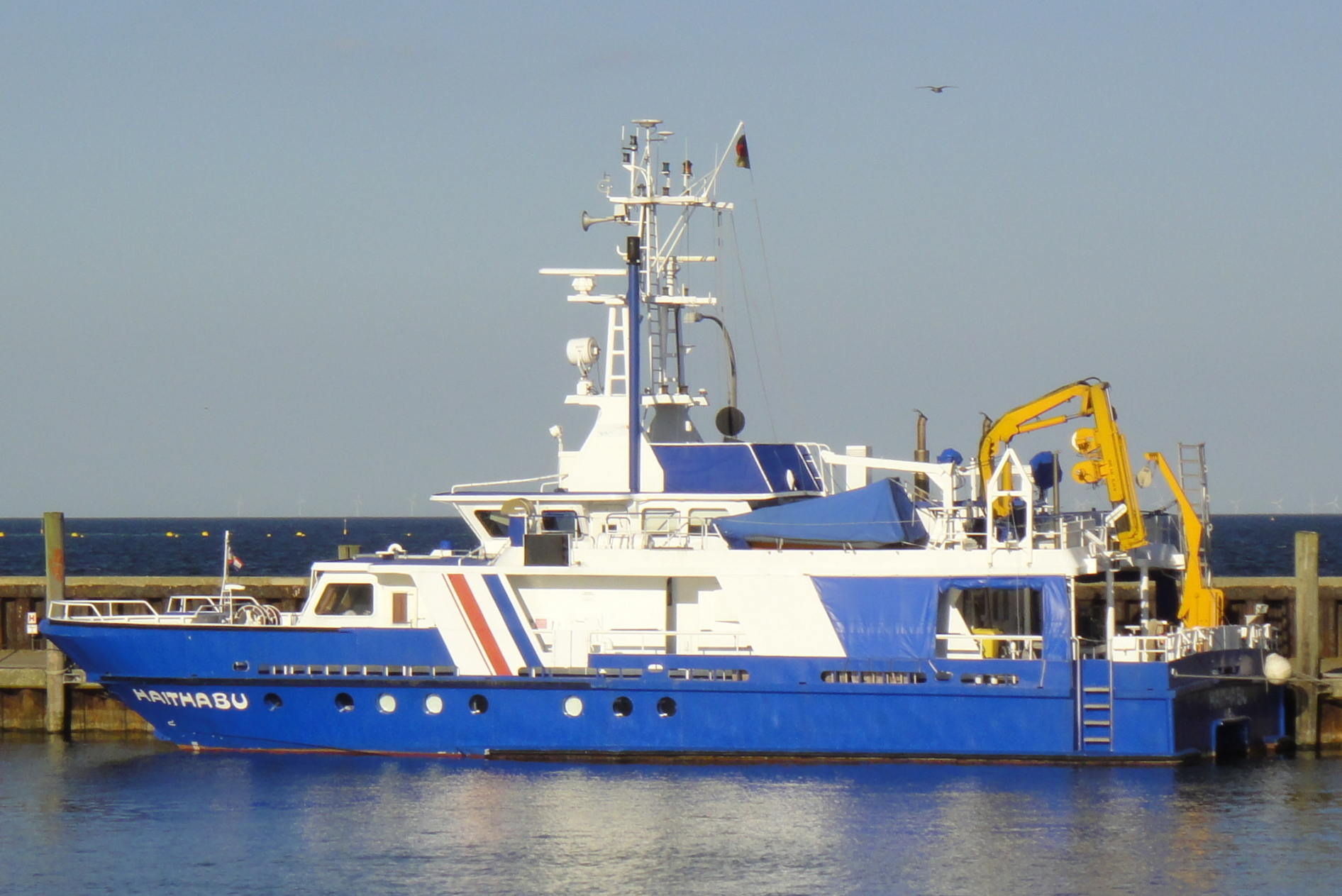
Haithabu im Hafen von Hörnum auf Sylt

Das Schiff wurde im Jahr 1982 von der Werft Aluminium Yachtbau in Lübeck gebaut, hat einen Katamaran-Rumpf aus Aluminium und wurde speziell für das Monitoring der Küstengewässer in Nord- und Ostsee konzipiert. Es bietet Platz für mehrtägige Exkursionen für insgesamt fünf Personen, drei Besatzungsmitglieder und zwei Wissenschaftler. Das Schiff kann rund 100 Stunden auf See bleiben. Genommene Proben können im eigenen Labor schon auf See biogeochemisch untersucht werden. 
Im Jahr 2004 wurde das Schiff zusätzlich mit einem Seegrundklassifizierungssystem ausgerüstet, das über rückgestreute Signale vom Meeresboden die Bestimmung von Härte und Rauigkeit des Sediments erlaubt.
2014 wurde das Schiff außer Dienst gestellt und von einem gleichnamigen Nachfolgebau ersetzt. 2015 wurde es über die VEBEG zum Verkauf angeboten und im September in die Türkei verschifft.

## Technische Daten und Ausstattung
Der Antrieb des Schiffes erfolgt durch zwei MAN-Dieselmotoren (Typ: D 2542ME) mit je 247 kW Leistung. Die Motoren wirken über Untersetzungsgetriebe auf zwei Festpropeller. Für die Stromversorgung stehen ein MAN-Dieselmotor (Typ: D 0226ME) und ein Mercedes-Dieselmotor (Typ: OM314) mit jeweils 42 kW Leistung sowie ein Hatz-Dieselmotor (Typ: 2-4L4C) mit 41 kW Leistung zur Verfügung.
Im Bereich des Achterschiffs stehen ein Kran mit 0,5 Tonnen Hubkraft (maximal 10 Meter Ausladung), ein hydraulisch schwenkbarer Heckgalgen mit 0,5 Tonnen Hubkraft sowie zwei Davits mit jeweils 0,5 Tonnen Hubkraft zur Verfügung. Zum Schleppen von Geräten oder Netzen steht eine Winde mit einer Zugkraft von 10 kN zur Verfügung.